# 나탄즈

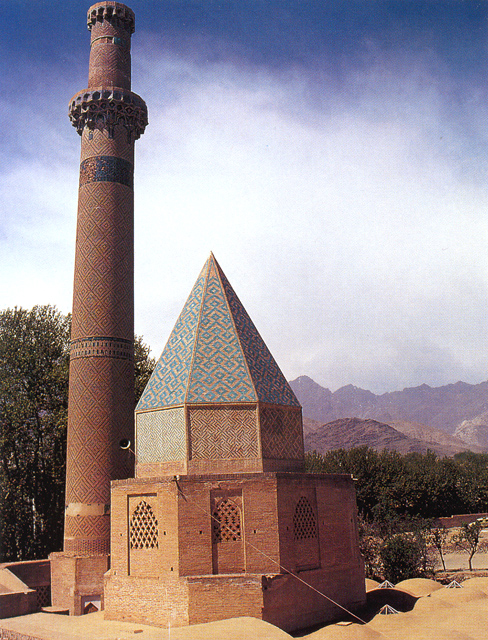
1304년에 세워진 아부 알사마드(Abd al Samad)의 무덤

나탄즈(페르시아어: طوس)는 이란 이스파한주의 도시로 인구는 12,060명(2006년 기준)이다. 카샨에서 남동쪽으로 70km 정도 떨어진 곳에 위치한다.

## 핵시설
도시에서 북서쪽으로 약 30km 떨어진 주요 고속도로 (33 ° 43′N 51 ° 43′E)에 위치한 나탄즈 핵시설은 일반적으로 현재 작동중인 19,000개 이상의 가스 원심분리기를 사용하여 우라늄 농축을 하는, 이란의 주요 핵농축 시설로 알려져 있다. 육불화 우라늄을 공급 받아 농축 처리한다.
공장의 우라늄 농축은 2004년 7월 유럽 국가와의 협상 중에 중단되었다. 2006년 이란은 농축 재개를 발표했다. 2007년 9월 이란 정부는 나탄즈에 3,000 대의 원심 분리기를 설치했다고 발표했다. 2010년 국제원자력기구(IAEA)는 이란 정부로부터 향후 농축 프로그램이 나탄즈에서 재개될 것이며, 2011년 3월에 시작될 것이라고 들었다.
2013년 1월 이란원자력기구의 Fereydoun Abbasi는 "5% 우라늄 농축이 나탄즈에서 계속되고 있으며, 우리의 요구를 충족시키기 위해 포르도 농축 시설과 나탄즈에서 20% 농축을 계속할 것"이라고 말했다.
2013년 11월, P5+1 국가와 맺은 핵 농축 축소 협정의 일환으로 나탄즈 현장에 대한 IAEA의 일일 점검이 합의되었다.
2007년부터 2010년까지 나탄즈 원자력 발전소는 독일, 프랑스, 영국, 미국, 네덜란드 및 이스라엘 정보 기관의 연합에 의해 올림픽 게임이라는 작전에서 수행된 것으로 알려진 정교한 사이버 공격을 받았다. 공격은 Stuxnet 웜을 사용하여 공장의 가스 원심분리기 작동을 방해하고 시간이 지남에 따라 손상을 입혔다. 사이버 공격의 목표는 이란의 핵 프로그램을 완전히 파괴하는 것이 아니라 제재와 외교가 효력을 발휘할 수 있도록 충분히 지연시키는 것이었다. 이 작전의 목표는 2015년 7월 이란과 이란 핵협정에 도달하면서 달성되었다.
2020년 7월 2일, 현지 시간으로 나탄즈의 핵 농축 시설에 있는 가스 원심분리기 생산 공장에서 오전 2시에 화재와 폭발이 발생했다. "고향의 치타"로 알려진 그룹이 공격했다고 밝혔다.
2020년 10월 28일, 유엔의 핵기구는 이란이 나탄즈의 핵시설 근처에 지하 발전소 건설을 시작했다는 증거가 되는 위성 사진을 공개했다.

## 원심분리기
2010년 4월, 이란은 1기당 연간 10SWU의 능력을 가진 3세대 원심분리기 IR-4를 개발했다고 발표했다.
2014년 8월 27일, 알리 아크바르 살레히 이란원자력청(AEOI) 청장은 "국제원자력기구(IAEA)에 신고한 차세대 IR-8 원심분리는 24 SWU(Separative Work Unit·분리작업단위) 수준의 농축 능력을 가졌다"면서 이는 구형 IR-1 원심분리기의 16배 수준이라고 설명했다.
2015년 7월 14일, 이란 핵협정이 체결되었다. 이란 핵협정은 2026년까지 나탄즈 핵시설에 원심분리기 초기 모델인 IR-1형 5060기만 보유할 수 있도록 제한했다. 우라늄 농축도를 3.67%까지만 허용했다. 포르도 농축 시설 등 다른 지역의 우라늄 농축은 금지했다.
2019년 11월 4일, 알리 아크바르 살레히 이란원자력청(AEOI) 청장은 IR-1보다 50배 농축 속도가 빠른 원심분리기 IR-9 모델도 원형을 제작해 실험 중이라고 말했다. 2007년 유렌코의 탄소섬유 로터로 가동되는 6 m 길이의 최신형 가스 원심분리기 속도가 70-80 SWU으로, 당시 세계 최고 효율인데, 이에 근접한 속도로 보인다. 2007년 미국 오하이오주 피케톤의 가스 원심분리기 속도는 350 SWU였다. 따라서, 이란이 계속 속도를 높인 제품을 개발할 가능성이 있다.

## 같이 보기
- 포르도 농축 시설
- 이란 핵협정
- 이란의 핵시설
- 스턱스넷